# Sveriges utrikeshandel 1850–2000
En kort sammanfattning av Sveriges utrikeshandel från industrialiseringen till 2000-talet.

## Industrialiseringen
När Sverige i mitten på 1800-talet drogs med i industrialiseringen som hade börjat i Storbritannien så exploderade ökningstakten i utrikeshandeln, från att ha varit runt 1 procent per år så ökade den nu till runt 6 procent per år. Detta berodde delvis på att efterfrågan på brädor, järn och havre ökade ute i Europa, men också ångmaskinerna skulle spela en stor roll i den ökade handeln.

### Komparativa fördelar
Under 1800-talet och industrialiseringen var Sveriges komparativa fördelar de naturtillgångar som fanns främst järn, trä och havre. Under sent 1800- och tidigt 1900-tal så skulle Sveriges komparativa fördelar även komma att inkludera transport och energitillgångar.

#### Järn
Järn, i form av stänger, har sedan 1700-talet varit en av Sveriges största inkomstkällor. Järnet användes främst till järnvägarna som byggdes överallt runtom i Europa. Järntillverkningen hade byggts upp med hjälp av kapital och specialister från bland annat Belgien, Tyskland och Österrike. Senare under 1800-talet förnyades ännu en gång järntillverkningen av utländsk expertis för att höja produktiviteten.

#### Havre
Havre var under industrialiseringen en viktig exportvara främst för att hästar då fortfarande var det vanligaste transportmedlet. Det skulle ta till år 1920 innan exporten av havre och livsmedel avtog märkbart.

#### Trä
Skogsindustrin, som fortfarande idag är Sveriges största inkomstkälla, blev en oerhörd drivkraft i Svensk ekonomi under 1800-talet. Under år 1890 stod skogsnäringen för 40% av Sveriges andel i exporten. Brädor efterfrågades runtom i hela Europa eftersom all byggnadsverksamhet behövde trä.
Under perioden 1900–1920 ökade papper och pappersmassa sin andel mest av Sveriges export, från runt 8 procent till nära 40 procent. Denna stora ökning berodde till stor del på att den ökade levnadsstandarden runtom i Europa krävde en stor papperskonsumtion, till exempel till tågbiljetter, bokpapper, omslagspapper till exporterande företag samt bokföringar hos alla företag.

### Ångmaskinen

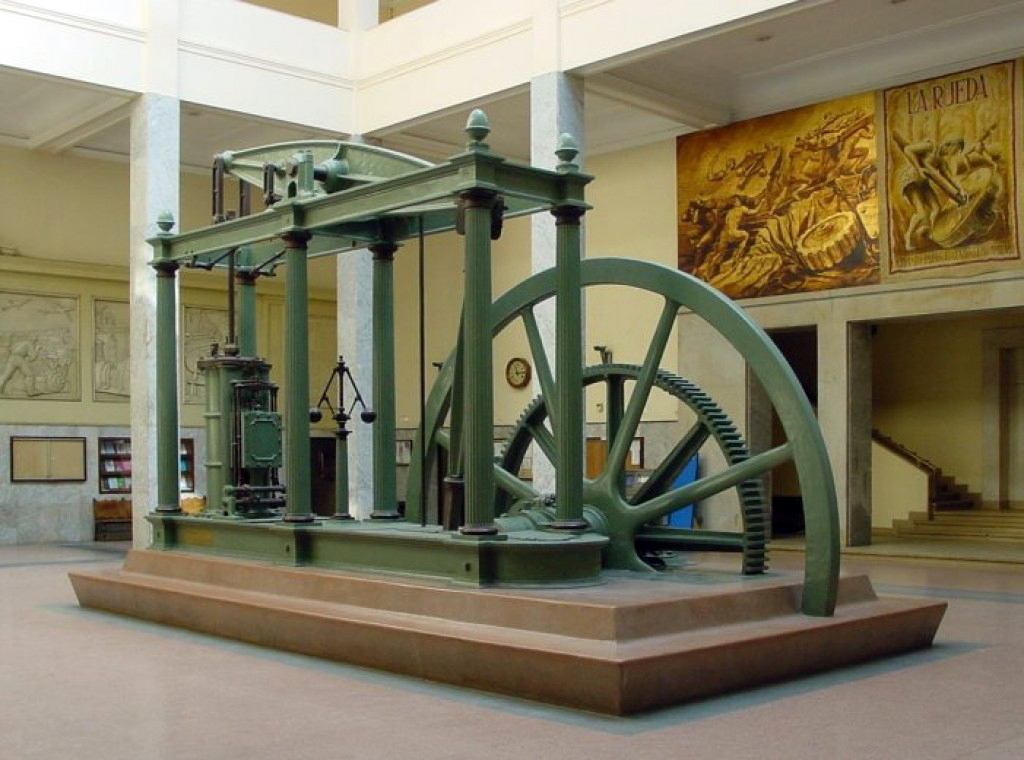
Watts ångmaskin

Den första fungerande ångmaskinen uppfanns av Thomas Savery 1698. Den läckte dock ständigt och var för dyr och blev därför ingen kommersiell framgång. Den förbättrades av Thomas Newcomen i början av 1700-talet och användes i gruvorna i England. Men först när James Watt i slutet av 1700-talet gjorde ytterligare förbättringar slog ångmaskinen igenom stort och kom att bli fundamentet i den industriella revolutionen, först i England och sedan i västeuropa. I Sverige ledde det till att den slog igenom och spelade en central roll i både sågverksnäringen och smedjorna. För sågverken innebar detta att man inte längre behövde ligga bredvid ett vattendrag, som tidigare varit ett måste när ingen annan ekonomisk energikälla fanns att tillgå. Nu kunde man placera sågverken var man fann att det passade. För smedjorna som bearbetade järnet höjde ångmaskinen även produktiviteten.
Allt fler näringar började nu utnyttja ångmaskinens framsteg. När sedan Richard Trevithick och George Stephenson i början av 1800-talet utvecklade mindre och tekniskt mer avancerade ångmaskiner skapades järnvägen. Transporterna på land och hav blev ofantligt mycket effektivare genom att tåg och fartyg nu kunde använda ångmotorer. Under den andra industriella revolutionen ersattes dock ångmaskinen med elektricitet och explosionsmotorn.

## Import
Sveriges import bestod under slutet av 1800-talet mestadels av vete, bomull och bomullstyger. Vetet stod för omkring 35 procent av Sveriges totala import. Sverige lämpar sig dåligt för odling av vete, så det importerades från länder som Ryssland, Argentina och USA som har bra förutsättningar för det. Järnvägar och ångdrivna fartyg hade gjort det enklare och billigare att transportera över haven och längre sträckor.
Bomull och bomullstyger stod även de för 35 procent av Sveriges totala import, alltså bestod 70 procent av Sveriges totala import under slutet av 1800-talet av två varor. Bomull är ett bättre material än ylle och lingarn och började användas främst eftersom folk hade råd då inkomsterna steg kraftigt under denna tid.

## Ekonomin under krigstiderna

### Första världskriget
När kriget bröt ut fortsatte Sverige att exportera till de krigförande parterna. Efterfrågan på stål, järnmalm och kullager var enorm och priserna steg därefter. Priserna gick dock upp en aning på importerade bränslen såsom kol och koks, även livsmedel från utlandet blev dyrare.
Järnvägarna som byggdes upp under industrialiseringen hade mestadels finansierats av utländskt lånat kapital. Sveriges utlandsskuld var innan kriget 80 procent av BNP, som är den största utlandsskuld landet någonsin haft – den betalades av stor del till krigsinflationen, när kriget var över så var skulden enbart 20 procent av Sveriges BNP. Utländska långivare betalade på så sätt flera decenniers investeringar.

### Mellankrigstiden
Under depressionen på 1930-talet klarade sig Sverige relativt bra eftersom man hade stora marknader att exportera till i Tyskland och England, främst järnmalm till Tyskland och papper och pappersmassa till England. Dock blev det även i Sverige massarbetslöshet och många företag gick omkull.

### Andra världskriget
Även under andra världskriget försökte Sverige upprätthålla handel med båda parter i kriget. Den svenska handeln med de allierade stoppades dock av den tyska blockaden i samband med Tysklands angrepp på Norge 1940. Mest betydande var handeln med Tyskland. Järnmalm och kullager var mycket viktiga för Tysklands krigsförmåga, i gengäld fick Sverige främst kol och koks samt konstgödsel, som var väsentliga varor för Sveriges krigstida försörjning. Även olika oljor, fetter, salt, kemiska produkter, läkemedel, valsverksprodukter och krigsmateriel ingick i importen från Tyskland. Trots att Sverige fick köpa varorna till förhållandevis låga priser, så slutade handeln utan att Sverige hade någon fordran på Tyskland. Västerut skedde en viss handel genom den s.k. lejdtrafiken, samt från 1943 även genom snabbgående engelska motorbåtar som smet förbi den tyska blockaden. 

## Efterkrigstiden t.o.m. 1970
Efterkrigstiden var dock om möjligt ännu bättre för Sverige, ännu en gång stod Europa i spillror medan Sverige hade klarat sig. När städerna runt om i Europa ännu en gång skulle byggas upp krävde enorma mängder järn och trävaror. Det var inte bara Sverige som var framgångsrikt under denna tiden, hela världsekonomin växte rekordsnabbt, bidragande faktorer till detta var återuppbyggnaden av Europa som satte efterfrågan på alla håll i ekonomin, men också att handelshinder slopades t.ex. reducerade tullar – uppfinningar hade även dem ett finger med i spelet. 
I Sveriges exporttrender kunde man notera att till exempel kemisk industri, läkemedel och verkstadsprodukter ökade sin andel av exporten under 1945–1970, medan alla andra näringar minskade sin andel.

## 1970-talskrisen
Efter de framgångsrika efterkrigstidsåren var man optimistisk och trodde att den spikraka ekonomin uppåt skulle fortsätta. Under 1970-talet drabbades dock svensk ekonomi av en kris, den direkta orsaken till krisen var en prishöjning med 400 procent av oljepriset från oljeexporterande länder i Mellanöstern under 1973–1974. Detta drabbade t.ex. svensk varvsindustri hårt, eftersom oljekonsumtionen sjönk drastiskt så sänktes efterfrågan på oljetankers. Följden blev även en internationell lågkonjunktur som drabbade alla exportnäringar. Denna försökte staten hoppa över, men gjorde den kanske ännu värre.

### Omstrukturering
Till följd av krisen omstrukturerades mycket av svenskt näringsliv genom att produkter som är relativt enkla att producera – kräver mycket lågutbildad arbetskraft – exempel på detta är järn, pappersmassa och klädtillverkning. Verksamheter som dessa fick flytta utomlands, I Sverige kostade t.ex. stålet som man producerade båtarna med mer än värdet blev på den färdiga produkten.
Istället började Sveriges industri inrikta sig på sådana näringar som man nu hade komparativa fördelar i – sådant som kräver relativt hög kompetens och utbildning, t.ex. specialstål eller papper.

#### Statens roll i omstruktureringen
Den dåvarande borgerliga regeringen ville inte bli känd som den som satt och inte gjorde någonting när arbetslösheten började märkas som resultat av krisen. Man försökte rädda industrin genom att ge bland annat skattelättnader åt företag och i vissa fall hålla dem vid liv genom sponsring trots att de gick back. Sysselsättningen kunde upprätthållas ett tag – i längden blev kostnaderna ohållbara eftersom inget vettigt producerades. Man bildade nu SSAB, man devalverade även kronan med hela 26 procent för att svensk industri skulle kunna konkurrera på den internationella marknaden bättre.
Devalveringen av kronan gav tvivelaktiga resultat. Kortsiktigt kunde Sverige exportera billigare och samtidigt få samma mängd i kronor, men importen blev likvärdigt dyr. Långsiktiga effekter inkluderade att varorna blev sämre och den omstrukturering som man måste gå igenom fördröjdes, vilket gjorde krisen ännu värre.

## 1990-talskrisen
Orsaken till krisen på 1990-talet är inte lika klar som den på 1970-talet, men det är i alla fall säkert att den hängde ihop med avregleringen av kapitalmarknaden. 
Avregleringen av kapitalmarknaden medförde att utlandsinvesteringarna av svenska företag ökade från runt 1 procent till 5 procent av BNP, vilket ledde till ökad spekulation på fastighetsmarknaden. 
Den internationella konjunkturen vände ner så Sveriges exportföretag drabbades. Skattesystemet ändrades så att det blev dyrare att låna, hushållen försökte då betala tillbaks sina lån snabbare, med följden att hushållen hade mindre att konsumera för och konsumtionen sänktes med flera procent i relation till BNP.
1985–1986 – Spekulationen i fastigheter ökade, både i Sverige och i andra länder.
1990 – Fastighetsbolagen blev rikare vilket leder till högre börskurser som i sin tur leder till högre utlåningar. En konjunkturnedgång följde vilket ställde till med arbetslöshet och räntan höjdes, många företag sattes i konkurs. Många företag kunde inte betala tillbaks sina skulder. Staten gick in och gick samtidigt back med 60 miljarder, som medföljde nedskärningar i offentlig sektor.

### Uppgången
1995 – Svensk ekonomi, efter att ha gått igenom ett "stålbad" kommer ur starkare, hårt omstrukturerad och rationaliserad.
Ericsson blomstrade och stod år 2000 för hela 15 procent av Sveriges totala varuexport, Astra Zenecas medicin mot magsår var den mest sålda över hela världen. Sverige var på fötter igen.

## Dagsläget och framtiden
I dagsläget består ungefär hälften av Sveriges varuexport av verkstadsvaror: t.ex. maskiner, telefoniutrustning, bilar och lastbilar. Drygt en femtedel baseras på skog och järnmalm medan läkemedel har 6 procent. I dagsläget så ligger Sverige även på överskott när landet exporterar turism, det vill säga mer utlänningar spenderar pengar i Sverige än Sverige spenderar på turism i andra länder. 
Handelstrender som syns just nu är att Sveriges ökade handel med de asiatiska ekonomierna har gett oss ett överskott i exporten där. Man importerar mindre från Nordamerika men exporterar mer dit. Handeln är överlägset störst, fortfarande, med EU-länderna. Landet handlar också mindre med Afrika, Central- och Sydamerika.

### Komparativa fördelar
Sveriges komparativa fördelar ligger fortfarande i skogsindustrin, exportandelen av skogsindustrin är 10 gånger så stor som importandelen, vilket gör det till Sveriges största näring. Nettoexportör är Sverige även för järn och stål. Sverige har också mycket humankapital, högutbildad arbetskraft till relativt låga löner hos t.ex. civilingenjörer.

### Komparativa nackdelar
Sveriges komparativa nackdelar ligger i att landet är nettoimportörer av råolja, livsmedel, tekovaror och skor.

### Framtiden
Allt eftersom Indien och Kina tar mer plats i världsekonomin kommer handeln med dessa länder öka, handeln kommer troligen också ökas med Östeuropa eftersom deras utbildningsnivå är hög.